# 杰茜卡·科沃特
杰茜卡·丽贝卡·马卡扬·科沃特（英語：Jessika Rebecca Macayan Cowart；1999年10月30日—），菲律宾女子职业足球运动员，司职中场或后卫，目前效力于珀斯光荣足球俱乐部和菲律宾国家女子足球队。她曾代表菲律宾参加2023年国际足联女子世界杯。